# Mayangan (Mayangan)
Mayangan is een bestuurslaag in het regentschap Probolinggo van de provincie Oost-Java, Indonesië. Mayangan telt 10.719 inwoners (volkstelling 2010).